# Estibabenceno
El estibabenceno, también conocido como estibinina, es un compuesto químico orgánico con fórmula química C
5H
5Sb. Es un derivado del benceno, con uno de los átomos de carbono en el anillo de 6 miembros reemplazado por un átomo de antimonio (Sb). La estibinina es una molécula que se considera un compuesto de organoantimonio debido a que contiene átomos de carbono, hidrógeno y antimonio.

## Síntesis de laboratorio
La síntesis de estibabenceno se puede realizar en un proceso de tres estapas. El producto final se puede aislar, aunque la molécula sea muy lábil. El primer paso de esta síntesis implica el tratamiento del penta-1,4-diino con dibutilestannano como se muestra en la figura siguiente:
C
5H
4 + Bu
2SnH
2  →  C
13H
24Sn
La segunda estapa de la síntesis implica la reacción del producto del primer paso, 1,1-dibutil-1,4-dihidrostannina, con tricloruro de antimonio, para producir 1-cloro-1-estibaciclohexa-2,5-dieno:
C
13H
24Sn + SbCl
3  →  C
5H
6SbCl
La etapa final de la síntesis de estibabenceno implica el tratamiento del 1-cloro-1-estibaciclohexa-2,5-dieno con una base, como DBN, para obtener el producto final de estibabenceno.
C
5H
6SbCl + DBN  →  C
5H
6Sb

## Compuestos similares
Se observa que otros derivados del benceno con un carbono reemplazado por un elemento del grupo 15 pueden sintetizarse a través de una vía sintética similar a la que se sintetiza el estibabenceno. La reacción de 1,1-dibutil-1,4-dihidrostannina con tricloruro de arsénico, tribromuro de fósforo o tricloruro de bismuto puede producir arsabenceno, fosfabenceno o 1-cloro-1-bismaciclohexa-2,5-dieno respectivamente. El tratamiento del 1-cloro-1-bismacociclohexa-2,5-dieno con una base, como DBN, puede producir el producto bismamenceno.

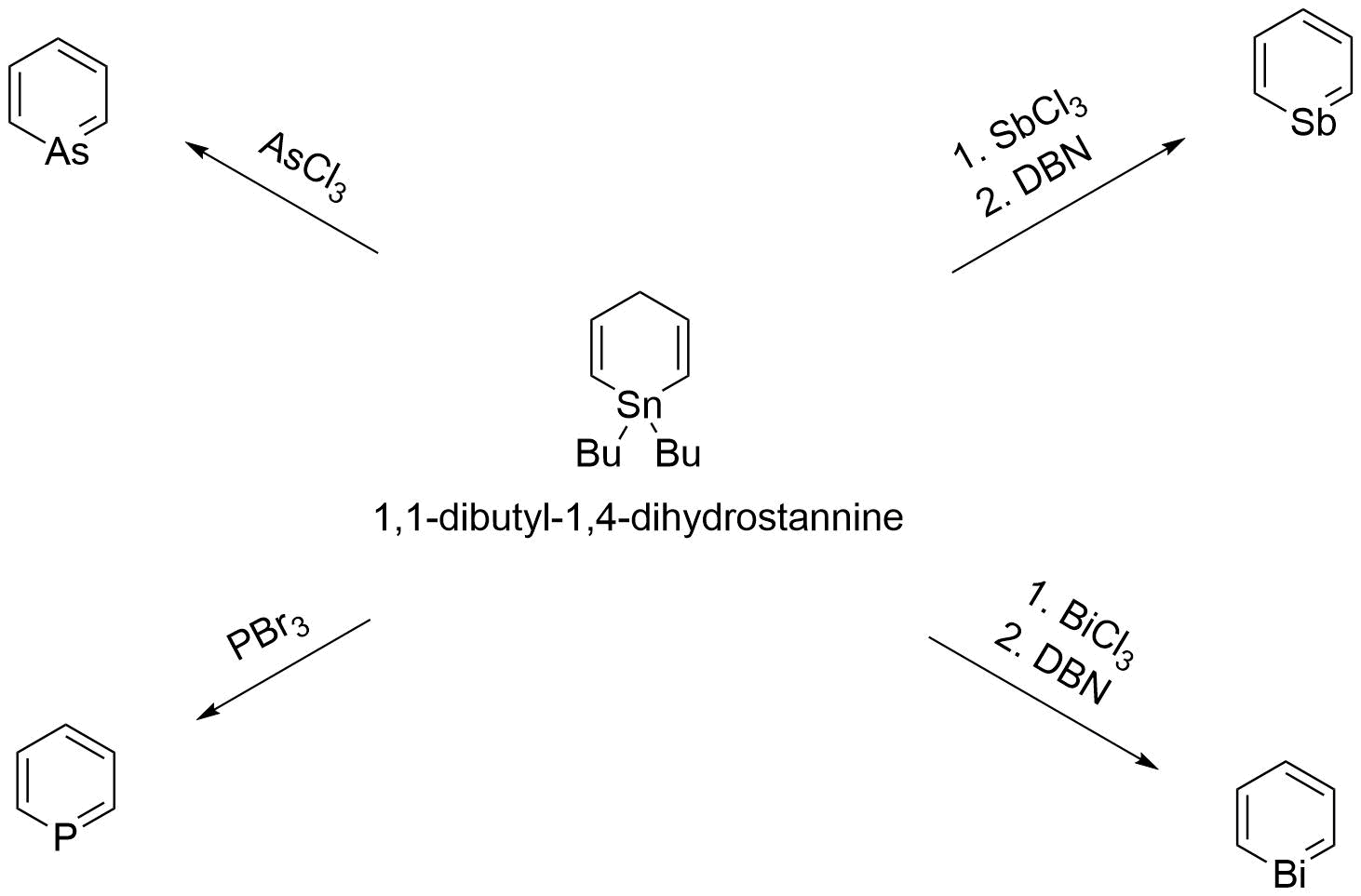
Las cuatro vías de reacción diferentes posibles a partir del 1,1-dibutil-1,4-dihidrostannina para formar los productos arsabenceno, fosfabenceno, bismabenceno y estibabenceno.

## Propiedades y reactividad
En comparación con los compuestos análogos con elementos más ligeros del grupo 15, el estibabenceno está significativamente distorsionado (véase en la figura inferior) y muestra una estabilización aromática considerablemente menor:

Longitudes y ángulos de enlace del benceno, piridina, fosforina, arsabenceno, estibabenceno y bismabenceno.

El estibabenceno se oxida fácilmente y también se polimeriza fácilmente.